# Rhijnvis Feith (1753-1824)
Rhijnvis Feith (Zwolle, 7 februari 1753 (doopdatum) – aldaar, 8 februari 1824) was een Nederlandse schrijver van gedichten, toneelstukken, enkele cantates en een theoretische verhandeling over Immanuel Kant en dichtkunst.
Zijn ongewone voornaam Rhijnvis is nog altijd in gebruik binnen de familie Feith.

## Biografie
Feith stamde uit een gefortuneerd regentengeslacht uit Elburg en was enig kind van Pieter Feith en Elsabé Spaar. Rhijnvis Feith bezat aandelen in de Surinaamse suikerplantage 't Ylant.
Hij schreef zich in 1768 in aan het Athenaeum Illustre in Deventer. In 1769 begon hij aan de Universiteit Leiden de studie rechten, waar hij al na één jaar promoveerde. Op 17 november 1772 trouwde hij met Ockje Groeneveld. Zij kregen samen negen kinderen. 's Zomers woonde hij op zijn buitengoed Boschwijk (Heinoseweg, Zalné) en 's winters in Zwolle. Hier ontving hij gasten, onderwie Willem Bilderdijk en Jan Frederik Helmers.
Feith sloot zich aan bij de patriotten, mogelijk beïnvloed door Joan Derk van der Capellen tot den Pol, zijn buurman in de Bloemendalstraat. In februari 1787 werd hij door de vroedschap van Zwolle zonder goedkeuring van de stadhouder tot burgemeester gekozen, een positie die het best lijkt op die van een modern gemeenteraadslid. Deze functie bekleedde hij zeven maanden. In september 1787 vond er een Pruisische bezetting plaats, die het gezag van Willem V van Oranje-Nassau herstelde. Feith was niet anti-stadhoudersgezind, maar meer een vurig tegenstander van de aristocratische staatsgezinde partij.
Rhijnvis Feith werd in 1780 benoemd tot ontvanger van de belastingen (konvooien en licenten) op het belastingkantoor van zijn vader. Hij oefende die functie uit tot 1814.

## Overlijden en graf
Rhijnvis Feith overleed te Zwolle op 8 februari 1824 's middags tussen half twee en twee uur, de dag na zijn eenenzeventigste verjaardag. Hij werd begraven in de Grote of Sint-Michaëlskerk te Zwolle, maar is op 6 oktober 1825 herbegraven op de Algemene Begraafplaats Meppelerstraatweg, tegenwoordig een Rijksmonument. Daarmee ging een wens van Feith in vervulling, want in 1779 ondertekende hij een petitie aan het stadsbestuur met het verzoek om om hygiënische redenen het begraven in kerken te stoppen en een begraafplaats buiten de stadsmuren in te richten. De dichter Anthony Christiaan Winand Staring schreef een gedicht ter nagedachtenis van Feith.
Op 26 oktober 1825 werd een monument op zijn graf onthuld. Het was gemaakt door beeldhouwer Paulus Joseph Gabriël, een leerling van Antonio Canova. De tekst op de gedenkplaat van zijn graf luidt:

Dat alles wat ik was of had de dood vrij roove;

Gods waarheid wankelt niet, wie immer op haar bouw.

Ik geloof in Jesus, en ik stierf in dat gelove,

Mijn stof rust in dit graf op zijn verdienste en trouw.

Door erosie is deze tekst niet meer leesbaar. De locatie van het graf is 52° 31′ 5″ NB, 6° 06′ 29″ OL.

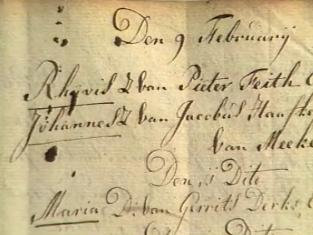
Geboorteakte van Rhijnvis Feith
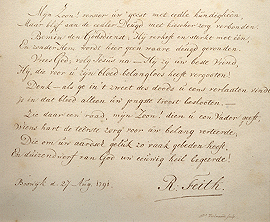
Gedicht van Rhijnvis Feith
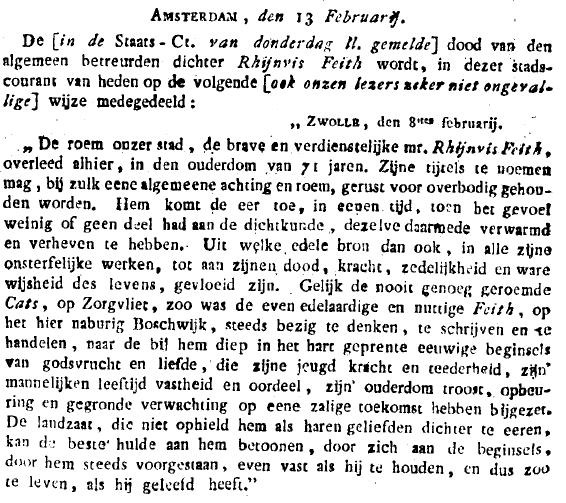
Overlijdensbericht in de Staatscourant
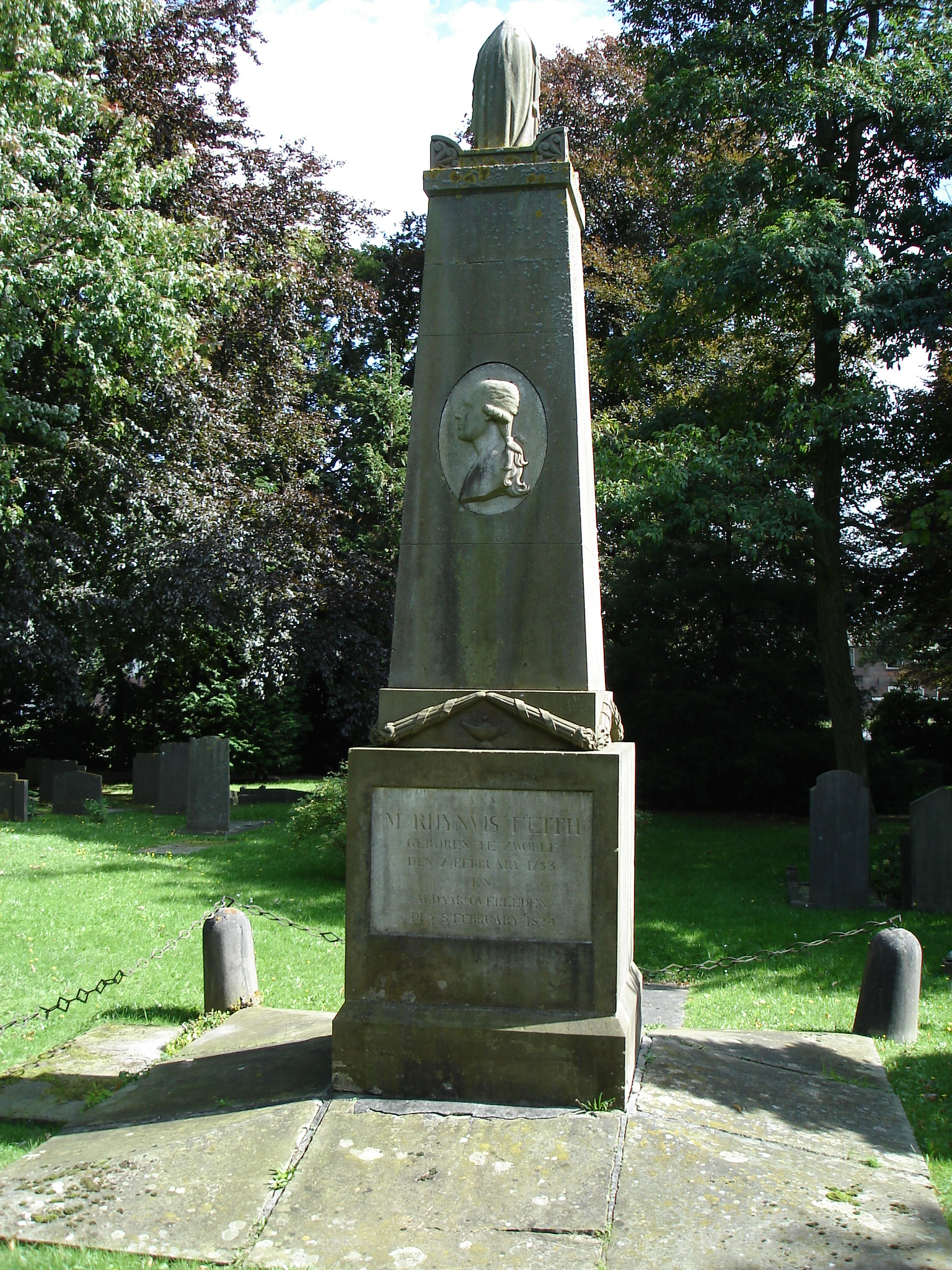
Graf van Rhijnvis Feith op de Begraafplaats Meppelerstraatweg in Zwolle

## Na zijn overlijden
Honderd jaar na zijn sterfdag, op vrijdag 8 februari 1924 vond er een herdenkingsplechtigheid plaats bij het grafmonument van Feith. Hierbij waren veel nazaten van het geslacht Feith aanwezig. Er werd een krans gelegd en jonkheer J. Feith sprak enkele woorden.
Ter ere van zijn 200ste sterfdag op 8 februari 2024 dook Collectie Overijssel in het familiearchief van Rhijnvis Feith en publiceerde een speciaal artikel met daarin de achtergrond van verschillende archiefstukken. Collectie Overijssel beheert het archief van de familie Feith.

## Prijzen en onderscheidingen
- Diverse prijzen van het Dichtlievend Genootschap in Leiden:
  -  Gouden penning voor het gedicht Heil van den Vrede, 1779
  -  Gouden penning voor het gedicht Verhandeling over het Heldendicht, 1781
  -  Gouden penning en gelijktijdig de zilveren penning voor de twee gedichten Den lof van De Ruijter, 1785
- Zilveren penning van het genootschap Studium Scientiarum Genitris in Rotterdam voor het gedicht De Menschlievendheid, 1780
- Gouden penning van het genootschap Kunstliefde spaart geen vlijt voor het gedicht Karel V aan zijnen zoon Philips II, bij de overdragt van de regering der Nederlanden, 1782
- Zilveren erepenning van het Teylers Godgeleerd Genootschap in 1797[2]
- Gouden erepenning van het Teylers Godgeleerd Genootschap in 1801
- Zilveren penning van het genootschap Ter verdediging van den Christelijken Godsdienst, 1800
- Ridder in de Orde van de Nederlandse Leeuw, 20 februari 1816

## Werken
Rhijnvis Feith behoorde tot de literaire stroming het sentimentalisme en stond onder andere onder invloed van Edward Young, Friedrich Gottlieb Klopstock en Baculard d'Arnaud. Zijn standpunt was de natuur niet slaafs na te volgen, maar haar te idealiseren. Zijn werken:
- Het ideaal in de kunst (1782, verhandeling over esthetica, in 1823 ingestuurd voor prijsvraag Hollandsche Maatschappij van Fraaije Kunsten en Wetenschappen)
- Verhandeling over het heldendicht (1782)
- Fanny, een fragment (1783)
- Julia (1783; briefroman)
- Brieven over verscheidene onderwerpen (6 delen, 1784–1793)
- Thirsa, of de zege van de godsdienst (1784; treurspel)
- Dagboek mijner goede werken (1785)
- Ferdinand en Constantia (2 delen, 1785)
- Lady Johanna Gray (1791)
- Het graf (1792)
- Bijdragen ter bevordering der schoone kunsten en wetenschappen (3 stukken, 1793–1796; met Jacobus Kantelaar)
- Ines de Castro (1793; treurspel)
- Oden en gedichten (5 delen, 1796–1814)
- De ouderdom (1802)
- Brieven aan Sophie (1806)
- Verlustiging van mijnen ouderdom (1818)
- De eenzaamheid en De Wereld (1821)
- Verhandelingen (1826)
- Dicht- en prozaïsche werken (15 delen, 1824–1826)

Een lied van zijn hand verscheen als gezang 160 in de Evangelische Gezangen van 1807. Getoonzet door A. Albert werd het lied opgenomen in de liedbundel Kun je nog zingen, zing dan mee. Door de populariteit en lange drukgeschiedenis van dit liedboek (41e druk in 1986) bleef het lied decennialang in ruime kring bekend. De eerste regels luiden: 'Uren, dagen, maanden, jaren vliegen als een schaduw heen'.

### Gelegenheidsgedicht
Gelegenheidsgedicht bij het herstel van de Universiteit Utrecht 6 november 1815 na de Franse tijd (Korsikaans geweld: van Napoleon Bonaparte).

Bij den maaltijd, ter gelegenheid van het inwijding-feest der Akademie te Utrecht.
Deez' Hooge School, vernield door 's Korsikaans geweld,

Maar schooner dan weleer door Willem's deugd hersteld,

Zal, met een' luister, als geen' vroeger eeuwen zagen

Den roem van echte, van Bataafsche kunde schragen.

Wie juicht, in Utrechts vest, niet met een dank'bren traan 

Dit wijding-feest, de keen van zoo veel grootheid, aan?

Wie voelt, die in 't verschiet de schoonste vrucht ziet bloeijen,

Het Nederlandsche hart niet voor Oranje gloeijen?

Gij allen, die, met mij, geleerdheid mint en schat,

En diep bewogen, 't heil van dezen dag bevat,

Drinkt vrolijk dezen kelk ter eed'le dankbetooning:

En juicht, met mij, tot God, en zegent onzen Koning!